# Amanulá Khan
Amanulá Khan (1 de junio de 1892 - 25 de abril de 1960) fue el monarca de Afganistán entre 1919 y 1929. Proclamó la independencia de su país del Reino Unido y llevó a cabo reformas modernizadoras que provocaron varias sublevaciones reaccionarias.

## Primeros años
Amanulá era el tercer hijo del emir Habibulá y ya ejercía como gobernador de Kabul teniendo el control del ejército y de la tesorería cuando se ganó la lealtad de la mayoría de los líderes tribales de la región.
En 1905 Habibulá firmó un tratado confirmando que las relaciones exteriores del país estaban en manos británicas. El 20 de febrero de 1919 Habibulá fue asesinado por su hermano Nasrulá que se proclamó emir, pero poco después fue capturado y encarcelado por Amanulá, que contaba con el apoyo de las tropas.

## Reinado

### Independencia
En Rusia acababa de triunfar la Revolución de Octubre y esto tensionó las relaciones con el Reino Unido. Amanulá vio la oportunidad de liberarse del protectorado de los británicos y lanzó un ataque sorpresa contra ellos en la India el 3 de mayo de 1919, comenzando la tercera guerra anglo-afgana. Después de los éxitos iniciales, la guerra llegó a un punto muerto hasta el reconocimiento británico de la independencia afgana en el Tratado de Rawalpindi de 8 de agosto de 1919.

### Alianza con la Unión Soviética
Los primeros reconocimientos diplomáticos de Afganistán y la República Socialista Federativa Soviética Rusa ocurrieron entre ellos mismos en 1919. Ese año, Amanulá envió tropas afganas a Mary para ayudar a aplastar a los contrarrevolucionarios blancos locales y también ofreció su ayuda para Ferghana. Tropas soviéticas se estacionaron en Afganistán y entraron en combate durante la represión de la sublevación de 1928-29. En 1921 se formó la Fuerza Aérea de Afganistán con donaciones de aviones de los soviéticos.
En 1921 se firmó el primer tratado de amistad con la Unión Soviética. Numerosos técnicos e instructores soviéticos llegaron para colocar las primeras líneas de teléfono y de telégrafo, preparar a los jóvenes técnicos afganos, y entrenar a los primeros pilotos de su naciente aviación. Como consecuencia, el mercado afgano se vio inundado de productos soviéticos, en reemplazo de los británicos.

### Reformas
La primera constitución del país fue establecida en 1923, que garantizaba las libertades individuales y los derechos básicos: abolición de la esclavitud, educación secular para ambos sexos, clases para adultos analfabetos y nómadas, implantación de una corte suprema y cortes de justicia seculares, abolición de los privilegios de la realeza y los líderes tribales, animó a las mujeres a salir del encierro y dejar de usar velo. Su esposa, la reina Soraya Tarzi, jugó un papel muy importante en lo que respecta a su política hacia las mujeres.
Amanulá se reunió con muchos bahá'ís en la India y Europa, donde trajo los libros que aún se encuentran en la Biblioteca de Kabul. Fundó muchas escuelas y el Museo de Kabul.
Aumentó el comercio con Europa y el resto de Asia; reemplazó la rupia afgana por el afgani; se adoptó el calendario solar persa y el sistema métrico; se lanzó una campaña anticorrupción y otra anticontrabando; se implantó el sistema de documentos de identidad. Amanulá hizo construir el primer ferrocarril afgano, que unía el centro de Kabul con el Palacio Darul Aman, y presas para mejorar el suministro de agua potable y de electricidad. En 1925 se estableció Radio Kabul.
Por otro lado, el bandidaje se redujo mediante la implantación de penas severísimas, como dejar morir a los ladrones en jaulas suspendidas y muchas de las reformas fueron financiadas con el aumento de los impuestos (aunque se luchó contra los impuestos que los señores feudales cobraban a los campesinos sin autorización del Estado).

### Primera revuelta conservadora (1923-1924)
Las medidas modernas provocaron la rebelión de los mulás de la tribu mangal en Jost en 1923, liderada por el mulá Abd el Karin. Amanulá envió una delegación de ulemas para negociar, pero al ver que los mulás solo buscaban justificaciones para su sublevación, el Ejército reprimió el levantamiento. De todos modos, Amanulá modificó la Constitución para tornarla más conservadora con los siguientes cambios: escuela hanafí reconocida como la oficial, impuestos especiales para hindúes y judíos, permiso para imponer penas según la sharia.

### Nuevas reformas

Nueva bandera de Afganistán, establecida por Amanulá en 1928.

En 1926, Amanulá cambió su título de Amir («emir») al de Padshah («rey»).
El Ejército se reorganizó para profesionalizarlo y que los militares dejen de tener en cuenta sus filiaciones tribales. Esto produjo mucho descontento y hubo una purga de oficiales.
Entre 1927 y 1928 Amanulá visitó la India, Oriente Medio, Europa Occidental y la URSS. Ese último año cambió los símbolos nacionales.

### Segunda revuelta conservadora (1928-1929)

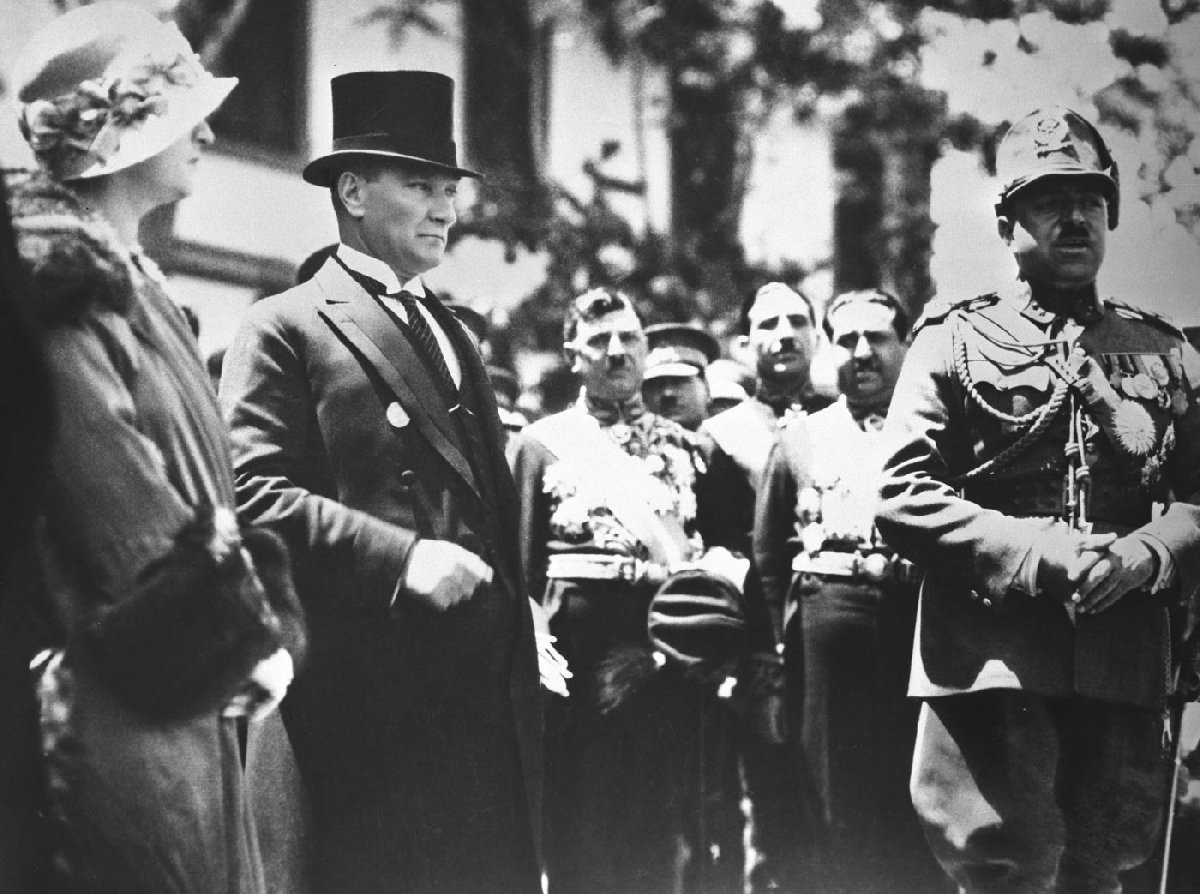
Amanulá Khan, con el primer presidente de Turquía, Mustafa Kemal Atatürk en Ankara, (1928).

En noviembre de 1928, las tribus shinwari de etnia pashtún (sur del país) se sublevaron. Lucharon encarnecidamente con el Ejército Nacional Afgano y, cuando lograron avanzar hacia la capital, lo que quedaba de este, en lugar de resistir, desertó masivamente; mientras que desde el norte se aproximaba el caudillo tayiko Habibulá Kalakani. Amanulá intentó recuperar el control con sus pocas tropas leales, pero falló y abdicó en favor de su hermano mayor Inayatulá, que fue derrocado tres días más tarde. El líder militar Ghulam Nabi invadió Afganistán para ayudar a restaurar a Amanulá y reclutó un ejército de 6.000 partidarios, pero al conocerse que el rey había huido (quien a su vez desconocía la existencia de este ejército), este se desbandó.
El caudillo tayiko se había proclamado emir, pero fue derrocado a su vez por unos parientes lejanos de Amanulá, liderados por Mohamed Nadir Shah, que se proclamó rey y aplastó brutalmente a todas las fuerzas disidentes. Los partidarios de Amanulá estaban dirigidos por el jefe de la familia Charkhi de Logar, el cual fue ejecutado por orden de Mohamed Nadir Shah; sus familiares tomaron venganza y el monarca sería asesinado en 1933.

## Exilio y muerte
Tras su derrocamiento, las reformas de Amanulá fueron abolidas (incluso el ferrocarril fue destruido por los conservadores) y él cruzó la frontera hacia la India británica y se trasladó de allí a Italia. Residió en Europa hasta su muerte en Suiza en 1960. Sus restos descansan en el panteón familiar en Jalalabad, cerca de la tumba de su esposa y al lado de la de su padre.